# Bochov
Bochov (deutsch Buchau) ist eine Stadt im tschechischen Verwaltungsbezirk Okres Karlovy Vary.

## Geographische Lage
Die Stadt liegt südlich des Duppauer Gebirges bzw. östlich des Kaiserwaldes im Tepler Hochland.

## Geschichte

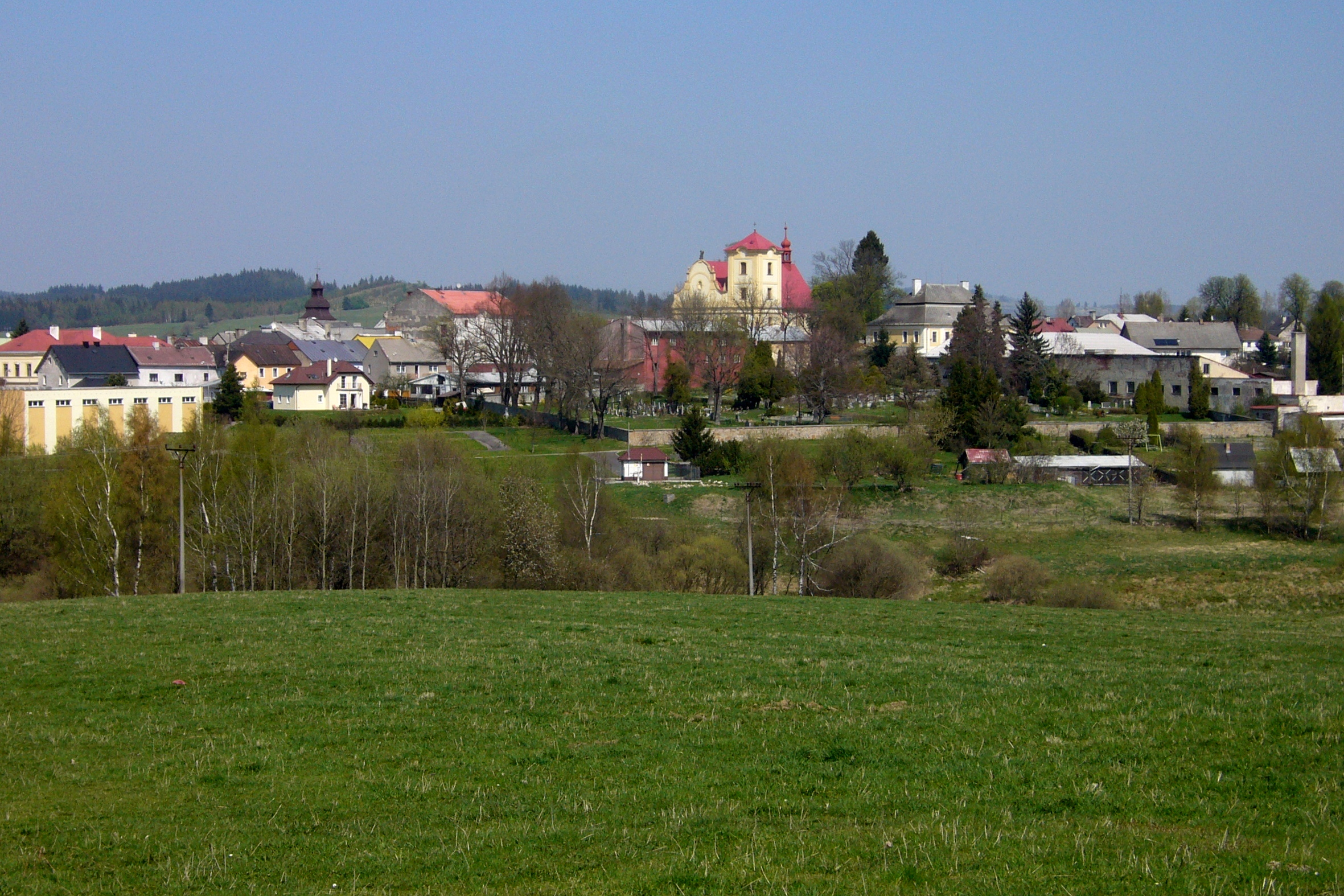
Landschaftliche Umgebung des Stadtgebiets

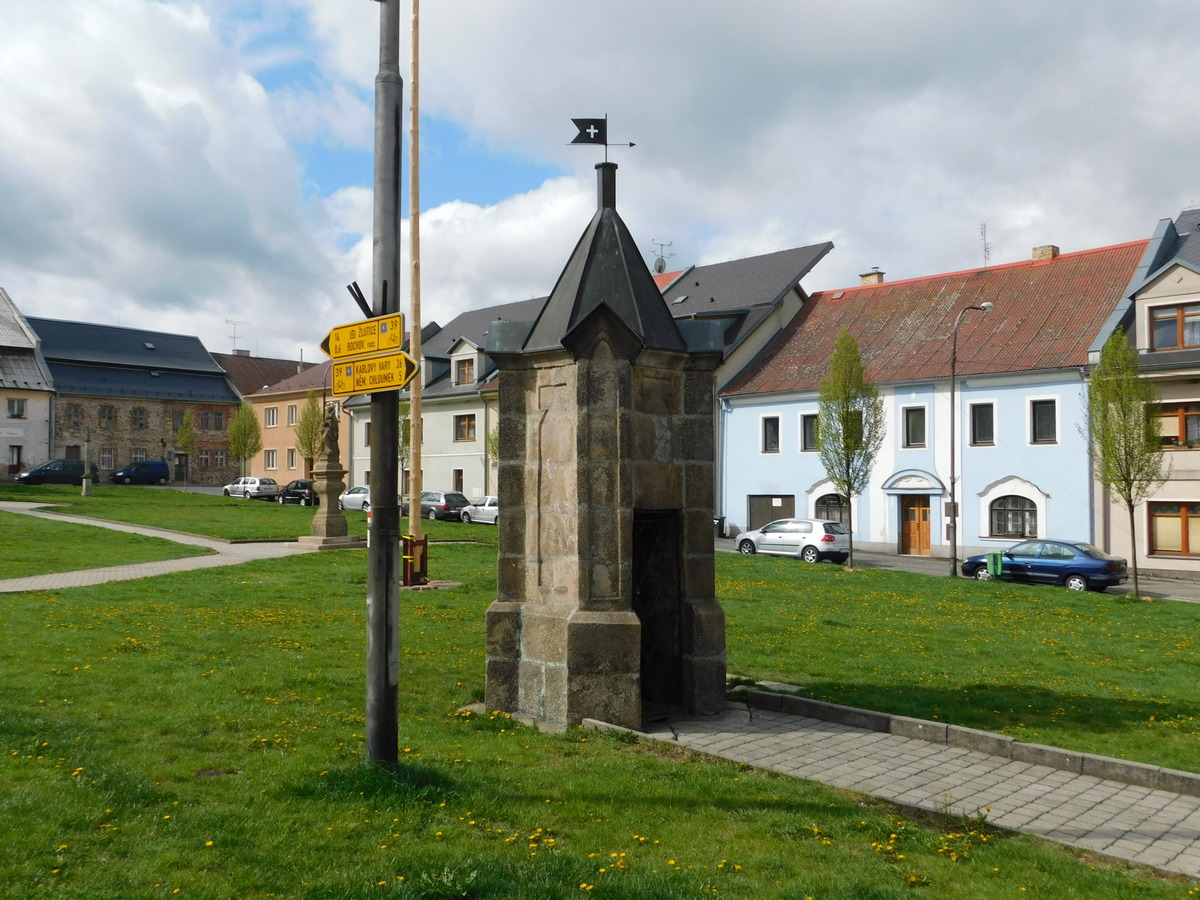
Brunnen im Stadtzentrum

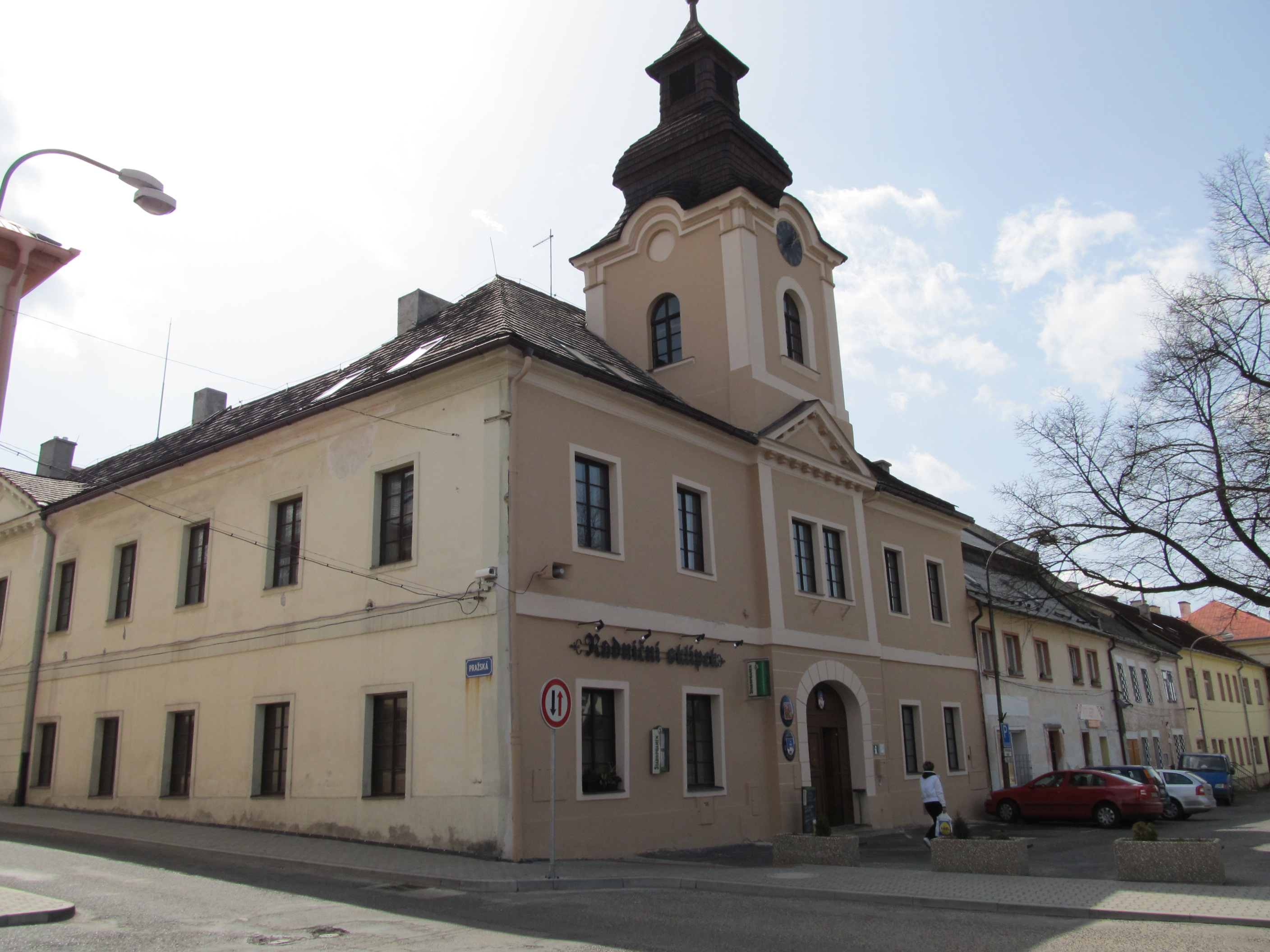
Rathaus

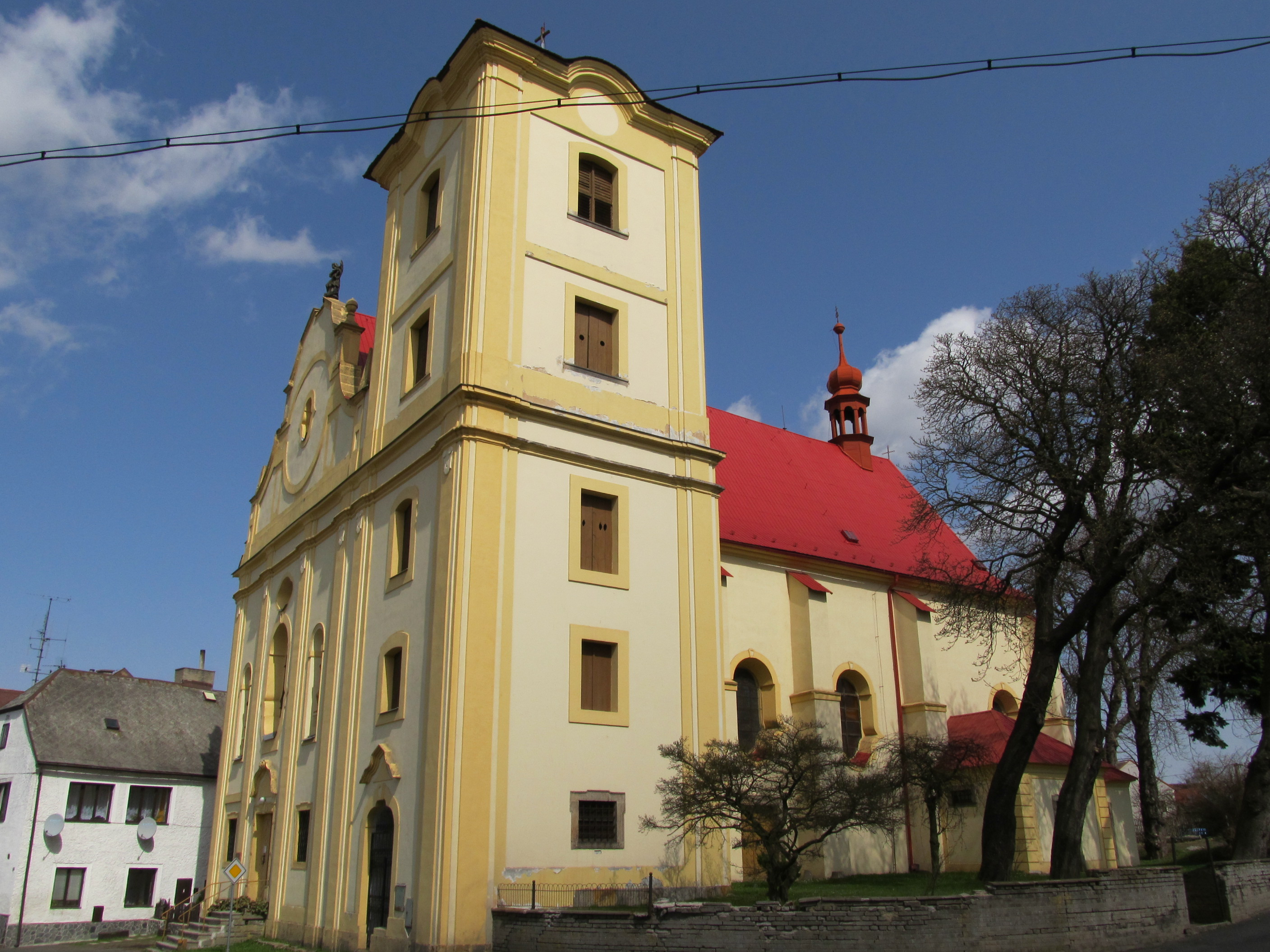
Erzengel-Michaels-Kirche

Der Ort entstand Ende der 1340er Jahre auf dem Handelsweg von Prag nach Elbogen. Gründer waren vermutlich die Brüder Boresch V. der Ältere und Slauko V. von Riesenburg. Der mittelalterliche Stadtgrundriss deutet darauf hin, dass der Ort bereits als Stadt gegründet wurde. Schon 1352 wird die Pfarrei erwähnt. Buchau gehörte zur Herrschaft Hungerberg, deren Zentrum die Burg auf dem Hungerberg war.
Nach einer verlorenen Schlacht gegen König Wenzel IV. im Jahr 1406 entzog dieser den Herren von Riesenburg die Herrschaft einschließlich der Stadt Buchau. Wenzel gab die Herrschaft Ulrich von Hasenburg, einen seiner Gefolgsleute. 1410 kaufte Heinrich X. von Plauen die Herrschaft. Nach der Berufung zum Burggrafen von Meißen am 21. Juli 1426 durch König Sigismund nannte er sich Heinrich I., Burggraf zu Meißen. Sein Sohn Heinrich II., ursprünglich Parteigänger König Georg von Podiebrads, fiel nach 1459 (Vertrag von Eger zwischen Böhmen und Sachsen) von diesem ab, gehörte zu den führenden Köpfen der Katholischen Herrenliga und den sogenannten Empörern, die den böhmischen Gegenkönig Matthias Corvinus unterstützten.
1469 verwüstete Heinrich Útvina das wirtschaftliche Zentrum der späteren Herrschaft Toužim. Im Gegenzug brannte Georg von Podiebrad die Stadt Buchau und die Burg Hungerberg nieder. Der Wiederaufbau der Stadt begann sofort und wurde ab 1471 durch den neuen König Wladislaw II. unterstützt. Heinrich II. hatte Wladislaw II. mit zum Thron verholfen. Die Burg auf dem Hungerberg wurde nicht wieder aufgebaut. Heute findet man auf dem Hungerberg nur noch Befestigungsreste und einen tiefen Burggraben. Stattdessen wurde in der Nähe der Stadt die Burg Neuhartenstein (Burg Hartenštejn) als neues Zentrum der Herrschaft erbaut. Heinrich II. nannte sich fortan Herr zu Neuhartenstein.
Am 16. November 1501, zu diesem Zeitpunkt war die Stadt längst wieder aufgebaut, wurde Margarethe Tochter Heinrichs III. aus erster Ehe mit Jaroslaw II. von Lobkowitz und Hassenstein in Buchau vermählt. Als Heinrich IV. von Plauen im August 1532 mit seiner Frau Margarethe von Salm und Neuburg von Neuhartenstein nach der Burg Engelhaus umzog, vereinigte er die beiden Herrschaften zur Herrschaft Engelsburg-Neuhartenstein, wie aus einem Zins- und Einkommensregister von 1537/38 hervorgeht, in der alle Dörfer der vereinigten Herrschaft aufgeführt sind.
Die Erzengel-Michael-Kirche im spätgotischen Stil aus dem 15. Jahrhundert brannte 1666 wie der ganze Ort völlig nieder. Sie wurde im Barockstil neu errichtet. In der Kirche befindet sich ein Epitaph des Adam von Steinsdorf und seiner Frau Katharina aus dem Jahr 1579. Die Bevölkerung lebte größtenteils von Landwirtschaft und Schafzucht sowie später von der Arbeit in einer Porzellanfabrik, einer Kartonagenfabrik, der Schuhfabrikation und der Holzverarbeitung. 1859 wurde die Stadt Sitz eines Gerichtsbezirks. Ab 1868 war Buchau Teil des Bezirks Luditz und erhielt 1897 mit der Lokalbahn Rakonitz–Petschau–Buchau Anschluss an das Eisenbahnnetz.
Nach dem Ersten Weltkrieg wurde Buchau 1919 der neu geschaffenen Tschechoslowakei zugeschlagen. 1910 hatte die Stadt 2200 Einwohner gehabt, fast nur Deutsche; 1930 hatte sie noch 1782 Einwohner, davon 84 Tschechen. Aufgrund des Münchner Abkommens gehörte Buchau von 1938 bis 1945 zum Landkreis Luditz, Regierungsbezirk Eger, im Reichsgau Sudetenland des Deutschen Reichs. Nach Ende des Zweiten Weltkriegs wurde die deutsche Bevölkerung in den Jahren 1945–1946 vertrieben. 1947 lebten nur 924 Personen in der Stadt; Bochov verlor das Stadtrecht. Seit Oktober 2006 ist Bochov wieder eine Stadt.

### Demographie
Bis 1945 war Buchau überwiegend von Deutschböhmen besiedelt, die vertrieben wurden.
| Jahr | Einwohner | Anmerkungen                 |
| ---- | --------- | --------------------------- |
| 1785 | 0 k. A.   | 205 Häuser                  |
| 1830 | 1.262     | in 243 Häusern              |
| 1847 | 1.388     | in 247 Häusern              |
| 1910 | 2.200     | fast nur deutsche Einwohner |
| 1921 | 2.014     | davon 1958 Deutsche         |
| 1930 | 1.782     | 84 Tschechen                |
| 1939 | 1.673     | [ 10 ]                      |

| Jahr      | 1950 | 1961 | 1970  | 1980  | 1991  | 2001  | 2011  |
| Einwohner | 896  | 949  | 1.266 | 1.208 | 1.127 | 1.258 | 1.226 |

## Städtepartnerschaften
- Thiersheim, Deutschland, seit 2009[11]

## Sehenswürdigkeiten
- Spätbarockes Rathaus
- Dreifaltigkeitskapelle von 1693
- Barocke Granitbrunnen
- Statue des Heiligen Johann von Nepomuk
- Kirche des Heiligen Erzengels Michael
- Gotische Kapelle des Heiligen Jakob
- Kirche der Heiligen Maria, erbaut im 14. bis 18. Jahrhundert, in südöstlicher Richtung
- Unweit der Gemeinde befinden sich die Ruinen der Burg Hartenštejn und die Reste der Burg Hungerberg
- Denkmal für die Gefallenen des Ersten Weltkrieges auf dem Velký Bühl

## Gemeindegliederung
Die Gemeinde Bochov besteht aus den Ortsteilen Bochov (Buchau), Číhaná (Tschies), Dlouhá Lomnice (Langlamnitz), Herstošice (Herscheditz), Hlineč (Lintsch), Javorná (Gabhorn), Jesínky (Gessing), Kozlov (Koßlau), Mirotice (Miroditz), Německý Chloumek (Deutsch Kilmes), Nové Kounice (Neukaunitz), Polom (Pohlem), Rybničná (Teichhausen), Sovolusky (Zoboles), Teleč (Teltsch), Těšetice (Teschetitz) und Údrč (Udritsch). Grundsiedlungseinheiten sind Bochov, Bražec 1, Číhaná, Dlouhá Lomnice, Herstošice, Hlineč, Javorná, Jesínky, Kozlov, Mirotice, Německý Chloumek, Nové Kounice, Pávice (Pobitz), Pěčkovice (Peschkowitz), Polom, Rybničná, Sovolusky, Teleč, Těšetice und Údrč. Zu Bochov gehören außerdem die Ansiedlungen Dlouhá Ves (Langendorf) und Nový Dvůr (Neuhof).
Das Gemeindegebiet gliedert sich in die Katastralbezirke Bochov, Bražec u Bochova, Číhaná u Javorné, Dlouhá Lomnice, Herstošice, Javorná u Toužimi, Jesínky, Kozlov, Mirotice u Kozlova, Německý Chloumek, Nové Kounice, Pávice, Pěčkovice, Polom u Údrče, Rybničná, Sovolusky u Bochova, Teleč, Těšetice u Bochova und Údrč.

## Söhne und Töchter der Stadt
- Clemens Stephani (1530–1592), Verfasser von Lustspielen und geistlichen Dramen

- Franz Richter (1810–1861), Industrieller
- Carl Zimmer (1818–1891), österreichischer Arzt und Politiker
- Anton Waldert (1823–1892), österreichischer Jurist und Politiker
- Wilhelm Wallisch (1862–1952), Zahnmediziner

- Oswald Voh (1904–1979), Maler und Graphiker des Expressiven Realismus
- Karin Stoiber (* 1943), ehem. „First Lady“ Bayerns, Schirmherrin und Patin karitativer und sozialer Projekte in Bayern